# Heteronyx queenlandicus
Heteronyx queenlandicus är en skalbaggsart som beskrevs av Blackburn 1909. Heteronyx queenlandicus ingår i släktet Heteronyx och familjen Melolonthidae. Inga underarter finns listade i Catalogue of Life.